# Hoplia herminiana
Hoplia herminiana är en skalbaggsart som beskrevs av Viktor Apfelbeck 1912. Hoplia herminiana ingår i släktet Hoplia och familjen Melolonthidae. Inga underarter finns listade i Catalogue of Life.